# Nova Engevix/Nova Participações S.A
Engevix é uma empreiteira brasileira fundada em 1965 sob o nome Fundação da Engevix S.A. Desde 2019, passou a se chamar Nova Engevix e pertence ao grupo Nova Participações S.A. Nos anos 70 participou do desenvolvimento de grandes projetos de usinas hidrelétricas e o primeiro projeto internacional, no Uruguai. Em 2013 ficou em 1º lugar dentre as empreiteiras na seção Projetos & Consultoria, avaliado pela revista O Empreiteiro.

## História
Nos anos 80, a Engevix S/A passou a ser denominada como Engevix Engenharia S/A. Nos anos 90, a Engevix obtém a certificação ISO 9001, e nos anos de 2000, a ISO 14001 e a OHSAS 18001.
A partir de 2010, foram criadas as empresas ECOVIX, INFRAFIX, Engevix Construções e Engevix Sistemas de Defesa.
A Engevix possui escritórios em São Paulo, Santa Catarina, Rio de Janeiro e no Distrito Federal, e está presente em países da América Latina como México, Peru, Equador e Colômbia.

## Áreas de atuação
- Abastecimento de água e irrigação[6]
- Saneamento[6]
- Arquitetura e urbanismo[6]
- Sistemas de controle[6]
- Geração de energia[6]
- Transmissão e distribuição de energia[6]
- Recursos energéticos alternativos[6]
- Gás e petróleo[6]
- Indústrias[6]
- Transportes[6]
- Documentação[6]

## Corrupção na Petrobras
A Engevix é uma das empreiteiras envolvidas no escândalo de corrupção da Petrobras, investigado pela Operação Lava Jato.
Em 14 de novembro de 2014, o vice presidente da Engevix, Gerson Almada, foi preso na 7ª fase da Lava Jato. De acordo com as investigações, o executivo teria sido alertado antes de sua prisão por uma mensagem pelo celular.
Em maio de 2015, Milton Pascowitch, apontado como operador da Engevix, foi preso na 13ª fase da Lava Jato em São Paulo e levado a Curitiba, onde estão concentradas as investigações sobre o caso.
Em junho de 2015, o Ministério Público Federal (MPF) pediu a condenação dos executivos da Engevix, no mesmo dia em que pediu a condenação dos executivos da Galvão Engenharia, outra empreiteira envolvida no mesmo esquema. A força-tarefa do MPF pediu à justiça federal que 4 executivos da Engevix sejam condenados à pena máxima de 30 anos de prisão e devolvam R$ 152 milhões aos cofres públicos referentes às propinas  pagas pela empreiteira em contratos com a Petrobras.  Dos R$ 152 milhões, a força-tarefa pediu o bloqueio de R$ 37,9 milhões dos réus, referentes ao 1% do valor dos contratos assinados pela empreiteira e que teriam sido repassados como propina.
No mesmo mês, em troca de redução de pena, o executivo da Engevix, Gerson Almada, decidiu colaborar com a justiça, e revelou em depoimento à  Polícia Federal que pagou R$2,2 milhões ao  Milton Pascowitch, operador da Engevix para contratação da empreiteira nas obras da Usina Hidrelétrica de Belo Monte, no Pará.

## CPIs

### Petrobras
Na CPI da Petrobras, Gerson Almada, anunciou que por orientação dos advogados, permaneceria em silêncio. Almada disse apenas que atua no setor de petróleo desde 1974 e entrou na Engevix em 1985. Quando preso, ele foi afastado do comando da empreiteira. Almada foi dispensado da CPI.

### CARF
Em julho de 2015, a Comissão Parlamentar de Inquérito (CPI) que investiga irregularidades ocorridas em julgamentos do Conselho Administrativo de Recursos Fiscais (CARF) aprovou a convocação de Cristiano Kok, presidente do Conselho de Administração da Engevix Engenharia.

## Demissões
O principal estaleiro do porto de Rio Grande, no Rio Grande do Sul, demitiu diversos funcionários e deu férias coletivas a outros.
Pelo menos 3 mil trabalhadores foram dispensados assim que a obra foi concluída, com um ano de atraso.
A empresa Engevix, que administra o estaleiro, foi uma das denunciadas na Operação Lava Jato. O vice-presidente, Gerson de Mello Almada, está preso na Polícia Federal, em Curitiba.

## Leniência e Compliance
A empresa passou por um amplo processo de restruturação. Dentro de um amplo processo de compliance, conduzido sob o comando de José Antunes Sobrinho, que culminou, em 2019, com a assinatura de um acordo de leniência com a Controladoria Geral da União no qual se comprometeu a pagar R$ 516,3 milhões. Dentro do mesmo processo, a empresa passou a se chamar Nova Engevix, pertecente ao grupo Nova Participações S.A.

## Premiações
- “500 Grandes da Construção”, 2008, concedido pela Revista O Empreiteiro.[16]